# Heiligenbach (Sommerach)
Der Heiligenbach ist der etwa 3 Kilometer lange linke Oberlauf der Sommerach bis nahe zur zu Volkach gehörenden Mainfranken-Kaserne.

## Name
Der Name Heiligenbach verweist auf die heiligen Handlungen, die entlang des Flusses stattfanden. Die ältere Literatur geht davon aus, dass die Bezeichnung auf die bereits im 11. Jahrhundert bestehende Wallfahrt zur Rosario-Kirche im nahen Dimbach zurückgeht. Neuere Forschungen machen allerdings deutlich, dass auch eine slawisch-wendische Bedeutung vorliegen könnte: In der Nähe des Bachs befinden sich die Flurstücke Vordere und Hintere Questen, die auf das Questenfest (von April – tschechisch „kvést“) hinweisen. Eventuell zogen in den Frühlingsmonaten wendische Siedler durch die Fluren um die Sommerach und richteten die sogenannten Questenbäume als Symbol für den Frühling auf.

## Geographie

### Verlauf
Der Heiligenbach entspringt wenig nordwestlich des Pfarrdorfes Eichfeld, das heute ein Gemeindeteil der Stadt Volkach ist, auf einer Höhe von 245 m ü. NHN. Die Quelle liegt in unmittelbarer Nähe zur Staatsstraße 2260. Er fließt in westlicher Richtung und passiert nach etwa 1,7 Kilometern den Strehlhof auf der Gemarkung des Volkacher Stadtteils Rimbach. Er durchläuft dort einen unbenannten, etwa 0,6 ha großen See, der zum Hofgut gehört. Südlich der Waldabteilung Hut des Volkacher Hartwaldes zieht der Heiligenbach am Südfuß des nach ihm benannten Heiligenbergs vorbei, der eine Höhe von 242 m ü. NHN aufweist. Südlich der Mainfranken-Kaserne vereint er sich schließlich auf etwa 211 m ü. NHN mit deren anderem, von rechts kommendem Oberlauf Rotenbach zur Sommerach.
Der etwa 3,1 km lange Lauf des Heiligenbachs endet ungefähr 34 Höhenmeter unterhalb seiner Quelle, er hat somit ein mittleres Sohlgefälle von etwa 11 ‰.

### Einzugsgebiet
Das Einzugsgebiet des Heiligenbachs liegt im Dimbacher Flugsandgebiet, einem Teil des Steigerwaldvorlandes, und wird durch ihn über die Sommerach, den Main-Kanal, den Main und den Rhein zur Nordsee entwässert. Der Bach wird von landwirtschaftlichen Flächen gesäumt. Lediglich beidseits des  Unterlaufs ist in etwas Abstand auch Wald zu finden.
Es grenzt
- im Norden an das Einzugsgebiet des Halbmeilenbachs, der zum rechten Oberlauf Rot(h)enbach der Sommerach läuft;
- im Osten an das des Sadelbachs, der über die Schwarzach zum Main entwässert;
- im Südosten an das des Schwarzach-Zuflusses Seeflußgraben;
- im Süden an das der Dimbach, die über den Etterswasengraben in den Main entwässert und
- im Westen an das der Sommerach.

## Flora und Fauna
Große Teile des Heiligenbachufers sind heute von den unteren Naturschutzbehörden unter Schutz gestellt. So ragt als breiter Streifen am Oberlauf ein Teil des Vogelschutzgebietes Südliches Steigerwaldvorland über den Bach. Der Mündungsbereich ist ebenfalls Teil des ausgedehnten Vogelschutzgebietes zwischen Main und Steigerwald. Daneben begleiten Biotopflächen den Verlauf des Heiligenbachs. So wurden am Unterlauf die Röhrichtsäume und Ufergehölze am Rothenbach und am Heiligenbach unter Schutz gestellt.